# اوریگامی

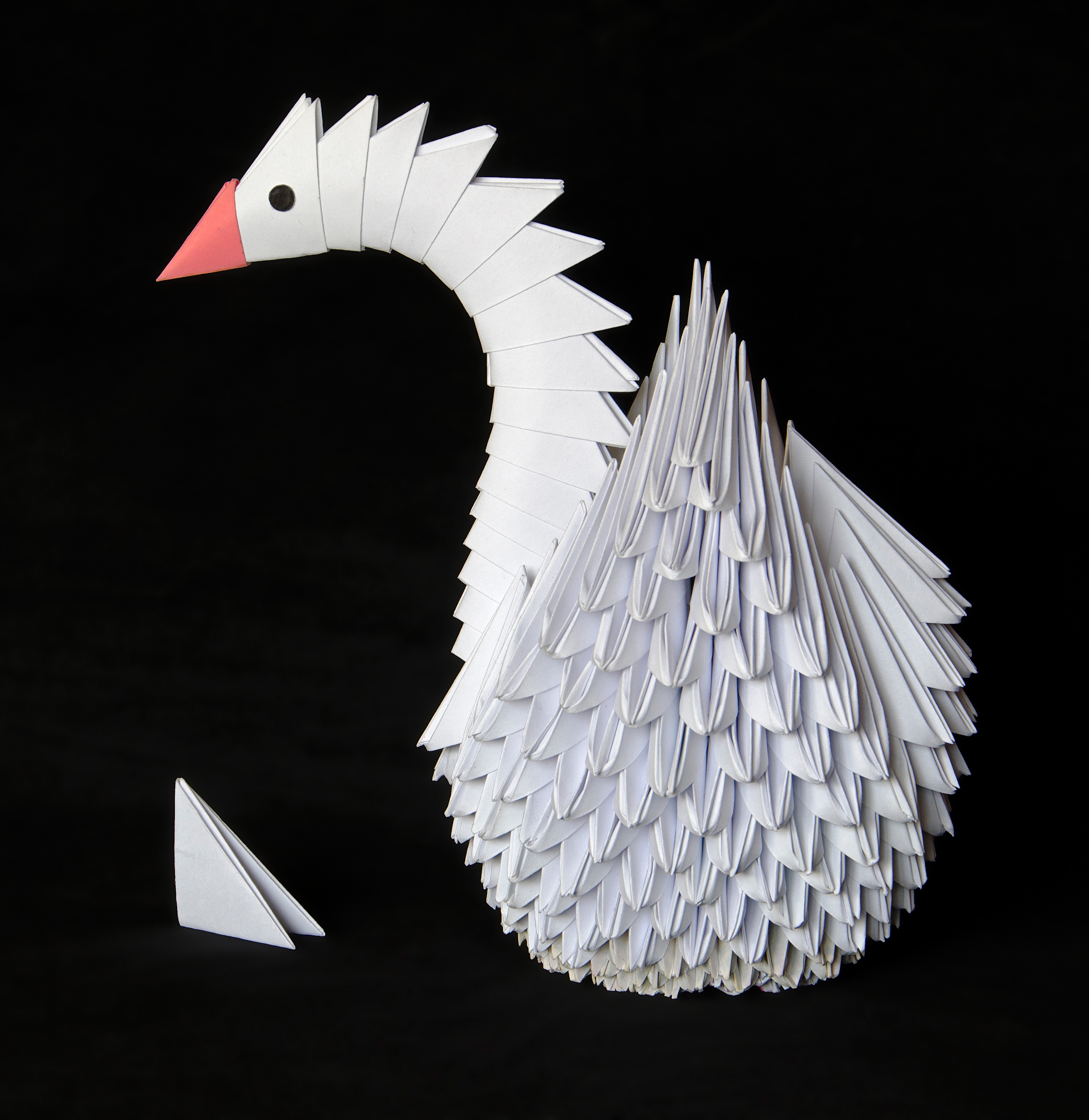
در سال‌های اخیر، هنر اُریگامی به نوعی نماد توجه به محیط زیست با استفاده از کاغذهای بازیافتی شده است.

اوریگامی (به ژاپنی: 折り紙) یا «هنر کاغذ و تا» یکی از کاردستی‌های محبوب ژاپنی است که امروزه در سراسر جهان طرفداران زیادی دارد.
هدف این هنر آفریدن طرح‌های جالب از کاغذ با کمک تاهای هندسی است. معنای لغوی این واژه در زبان ژاپنی «تا کردن کاغذ» این عمل در کشور ایران هم رایج است ست و تمام مدل‌های کاغذ و تا را دربردارد، حتی آنهایی که ژاپنی نیستند. اوریگامی فقط از تعداد کمی از تاهای گوناگون استفاده می‌کند، ولی همین تاها می‌توانند به روش‌های گوناگونی ترکیب شوند تا طرح‌های متفاوتی ایجاد کنند.
به‌طور کلی، این طرح‌ها با یک برگ کاغذ مربع شکل آغاز می‌شود، که هر روی آن ممکن است به رنگ متفاوتی باشد و بدون بریدن کاغذ و بدون استفاده از چسب یا دوخت ادامه می‌یابد. اوریگامی روش ارائهٔ اشکال است، که عمدتاً با خم کردن مادهٔ مورد استفاده کاغذ حاصل می‌شود.

## وجه تسمیه

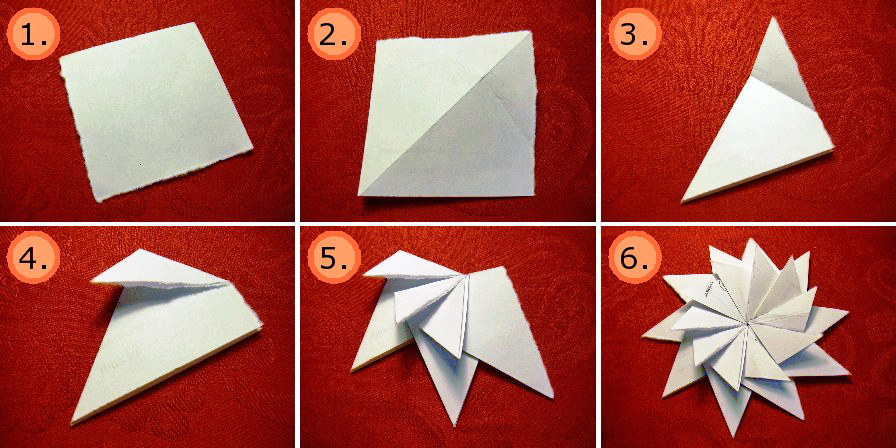
هنر کاغذ و تا (اُریگامی)

کلمهٔ "Origami"متشکل از دو کلمهٔ "ori" و "gami" است، که"ori" به معنای تا کردن و "gami" تغییر یافتهٔ کلمهٔ "kami" به معنای کاغذ است؛ بنابراین اوریگامی هنر و اندیشهٔ تا دادن کاغذ) یا صفحاتی از جنس پلاستیک، ف و مواد دیگر (برای خلق شکل‌های مختلف، می‌باشد. این شکل‌ها شمار فراوانی از حیوانات، پرندگان، ماهی‌ها،
وسایل بازی، وسایل دکوری، شکل‌های هندسی و اشکالی در ارتباط با گرافیک، معماری، صنعت و …
را شامل می‌شوند. اوریگامی طیف بسیار گسترده‌ای را در بر می‌گیرد، از کودکان پیش دبستانی تا
استادان دانشگاه. تمام مردم می‌توانند از آن لذت برده و با خلق طرح‌های جدید به تاریخ اوریگامی
بپیوندند. اریگامی مدرن، در چند سال اخیر) از سال۱۹۵۰ میلادی به بعد (با انتشار کتاب‌های
آقای یوشیزاوا) Akira Yoshizava
(استاد اوریگامی از ژاپن، رنسانس خودش را شروع کرد. اکنون اوریگامی کاربردهای مهمی در هنر، علم و صنعت پیدا نموده است.
اوریگامی یا» هنر کاغذ و تا «یکی از کاردستی‌های محبوب ژاپنی است که امروزه در سراسر جهان طرفداران زیادی دارد.
هدف این هنر آفریدن طرح‌های جالب از کاغذ با کمک تاهای هندسی است. معنای لغوی این واژه در زبان
ژاپنی» تا کردن کاغذ «است و تمام مدل‌های کاغذ و تا را دربردارد، حتی آنهایی که ژاپنی نیستند. اوریگامی فقط از تعداد کمی از تاهای گوناگون استفاده می‌کند، ولی همین تاها می‌توانند به روش‌های گوناگونی ترکیب شوند تا طرح‌های متفاوتی ایجاد کنند. به‌طور کلی، این طرح‌ها با یک برگ کاغذ مربع شکل آغاز می‌شود، که هر روی آن ممکن است به رنگ متفاوتی باشد و بدون بریدن کاغذ ادامه می‌یابد.
البته بر خلف باور عمومی، اوریگامی‌های باستانی ژاپن، کمتر سختگیری روی این قرارداد داشته و گاهی از بریدن کاغذ در هنگام آفریدن طرح یا شروع کردن با کاغذهای مستطیل، دایره، و دیگر کاغذهای غیرمربع استفاده می‌شد.
البته برخلاف باور عمومی، اوریگامی‌های باستانی ژاپن، کمتر سختگیری روی این قرارداد داشته و گاهی از بریدن کاغذ در هنگام آفریدن طرح کیری‌گامیو یا شروع کردن با کاغذهای مستطیل، دایره، و دیگر کاغذهای غیرمربع استفاده می‌شده است. واشی کاغذ سنتی اوریگامی در ژاپن است.
با انجام دادن تاهایی که در شش مرحلهٔ شکل زیر نشان داده شده‌اند، ستاره‌ای از کاغذ مربع‌شکل بدست می‌آید.

## تاریخچه اوریگامی
روش ساخت کاغذ ظاهراً در حدود سال
۱۰۰
میلادی در چین شروع شد و تا بیش از پانصد سال
به‌صورت یک راز نگهداری می‌شد. در حدود قرن ششم میلادی این صنعت توسط راهبان بودایی از
چین به ژاپن وارد شد. سپس در نیمهٔ قرن هشتم میلادی و پس از تسلط اعراب مسلمان بر
آسیای مرکزی، این صنعت توسط آنان به نقاط دیگر برده شد و در قرن دهم میلادی به مصر و در
قرن دوازدهم میلادی به اسپانیا رسید. پس از ورود اعراب به سیسیل(Sicily)این صنعت وارد ایتالیا شد و
کارگاه‌های کاغذسازی در ۱۲۷۶ در فابرینوی ایتالیا و در ۱۳۴۸ در تروی فرانسه آغاز به کار کردند.
از این زمان به بعد یعنی از نیمهٔ دوم قرن چهاردهم میلادی مصرف کاغذ برای کتاب در اروپا متداول شد. اگر چه از ابتدای همین قرن استفاده از کاغذ در انگلستان رواج یافت، ولی اولین کارگاه تولید کاغذ در قرن پانزدهم در هرتفورد انگلستان برپا شد. اولین کارگاه ساخت کاغذ در آمریکای
شمالی در سال ۱۶۹۰ ایجاد شد.
گروهی معتقدند که اولین بار خم کردن کاغذ در چین متداول شده است. استفاده از ماکت‌های کاغذی خانه، برای سوزاندن در مراسم تدفین از دلیل این ادعا است. اما شکی نیست که این ژاپنی‌ها بودند که هنر خم کردن کاغذ را کمال بخشیدند و به عبارتی از آن خود ساختند. البته هزینهٔ بالی تهیهٔ کاغذ موجب شده بود که از این هنر فقط برای مراسم خاص استفاده شود، مانند پروانه‌های کاغذی نر و ماده که برای تزیین فنجان‌ها در مراسم ازدواج استفاده می‌شد.
در دوره‌های مختلف تاریخی ژاپن، اوریگامی حضور داشته است. در خلل دورهٔ موروماچی، در قرون چهاردهم تا شانزدهم میلادی (۱۳۳۳–۱۵۷۳) اوریگامی مدرن به‌گونه‌ای اصولی توسط یک نویسندهٔ ناشناس نگاشته شده است. سپس در دورهٔ ادو (۱۶۰۳–۱۸۶۷) اوریگامی به‌صورت یک سرگرمی فراگیر درآمد که البته در آن زمان، Orisue
نامیده می‌شد.
کتاب "چگونه ۱۰۰۰ مرغ ماهیخوار با کاغذ بسازیم؟" در سال ۱۷۹۷ در ژاپن به چاپ رسید. در
دورهٔ میجی (۱۸۶۸–۱۹۱۲) اوریگامی در برنامهٔ درسی مدارس و حتی مهدکودک‌ها وارد شد.
تا کودکان هنر و مهارت کار با انگشتان را بیاموزند. از آن زمان تاکنون کاغذ مربعی ۱۵ در ۱۵ سانتی‌متری اوریگامی در همه‌جا فروخته می‌شود و اوریگامی برای سرگرمی و آموزش در مقیاس وسیع مورد استفاده قرار می‌گیرد.

## وسایل مورد نیاز
برای ساختن شکل‌های کاغذی تنها وسیله مورد احتیاج کاغذ است. در بعضی موارد از قیچی هم استفاده می‌شود.

## نوع کاغذهای مورد استفاده
تمام کاغذهایی که نازک، صاف و مقاوم باشد و در تا کردن تغییر شکل ندهد، برای این کار مناسب است.
کاغذهای متفاوتی از قبیل کاغذ دفتر، مجله، بسته‌بندی، نامه، روغنی، کادو و شفاف وجود دارد که هرکدام برای ساختن شکلی مناسب است.

### رنگ کاغذ
اگر بتوانیم قبل از ساختن هر مدل، کاغذی بارنگ و نقش مناسب انتخاب کنیم، مدل ما زیباتر و واقعی‌تر می‌شود.

### اندازه کاغذ
کاغذ مورد مصرف، اندازه مشخصی ندارد ولی بهتر است از کاغذهایی به شکل مربع به ضلع ۱۲ تا ۲۰ سانتی‌متر استفاده شود. اگر بخواهید شکل‌ها را بزرگ‌تر بسازید باید کاغذتان مقاوم‌تر باشد تا هنگام تا کردن تغییر شکل ندهد.

## چگونگی ساختن یک شکل
برای ساختن یک شکل کاغذی باید با دقت، ظرافت و حوصله عمل کرد. ظرافت مهم‌ترین عامل در ساختن این شکل‌ها است.
برای آنکه در ساختن مدل‌ها دچار اشکال نشوید باید با قواعد اصلی کار آشنا شوید.
تمام مدل‌ها بر اساس درس‌هایی ساخته می‌شود. هر درس چهارچوب شکل موردنظر را تشکیل می‌دهد و در ساختن چندین شکل متفاوت به کار می‌رود. با ساختن شکل‌های مختلف به‌تدریج بر طرح‌های هر درس مسلط می‌شوید و بعد از مدتی تکرار و تقلید از روی مدل‌های داده‌شده، خودتان می‌توانید شکل‌های تازه‌تری خلق کنید.
قواعد اصلی هنر شکل‌سازی با کاغذ
1. تا کردن کاغذ، باید بر روی یک سطح صاف و سخت انجام شود.
2. تمام تاها باید با دقت انجام شود.
3. تاها باید صاف و فشرده باشد و به‌وسیله ناخن خط انداخته شود.
4. انتخاب کاغذ باید ازنظر رنگ و میزان استقامت، متناسب با شکل موردنظر باشد.
5. مراحل انجام کار به‌صورت طرح‌هایی ارائه‌شده است. برای انجام هر مرحله به طرح مربوط به آن توجه کنید.
6. پس از انجام هر مرحله، به شکل بعدی نگاه کنید. آنچه را که ساخته‌اید باید مانند آن شکل باشد.[۱]

## کاربرد اوریگامی
- کاربرد اوریگامی در کیهان‌شناسی (cosmology):

سال‌ها دانشمندان از تلسکوپ‌های فضایی و زمینی در کنار یکدیگر بهره برده‌اند، زیرا راکت‌ها قادر نیستند تلسکوپ‌های فضایی با سایز تلسکوپ‌های زمینی را به فضا پرتاب کنند. راه حل جدید یافته شده، fold کردن تلسکوپ فضایی و پرتاب آن به فضا است.
“Eyeglass تلسکوپ ساخته شده به این روش است. کشتی‌های فضایی نیز هم‌اکنون به همین روش تا شده، به فضا پرتاب می‌شوند.
- کاربرد اریگامی در ریاضیات:

رابطه عمیق و تنگاتنگ ریاضیات و اوریگامی انکار ناپذیر است، اما به عنوان مثال به حل مسئله سکه قسمت کردن زاویه در اینجا اشاره می‌کنیم، که سال‌ها ذهن‌ها را درگیر کرده بود و بالاخره بیست سال پیش با روش اوریگامی حل شد.
- کاربرد اریگامی در بیولوژی:

Folding پروتئین‌ها و DNA، بحثی است که امروزه بسیار بر روی آن کار می‌شود و تاکنون پروتئین‌های بسیاری با تا کردن ساخته شده‌اند.
- کاربرد اوریگامی در مهندسی:

یکی از هزاران کاربرد اوریگامی، استفاده از آن در ساخت کیسهٔ هوا یا ایربگ اتومبیل است، که باید نهایت ظرافت و دقت در ساخت آن لحاظ شود.
- کاربرد اوریگامی در زندگی روزمره:

Origami Folding نقشه‌های جغرافیایی یا مثلاً نقشهٔ سیستم حمل و نقل شهری از مواردی است که امروزه مطرح شده و با کمک اوریگامی می‌توان به عنوان مثال تمام قسمت‌های یک جاده را از ابتدا تا انتها به صورت متصل مشاهده کرد.
(به قول استاد اوریگامی "تاکتوشی نوجی ما" مدرس دانشگاه "کیوتو" تئوری اوریگامی را می‌توانیم برای همه چیز استفاده کنیم، زیرا همه جا هست. «او مردم را در حالی تصور می‌کند که در مبل‌های تاشو خود نشسته‌اند و در هنگام زلزله، خانه‌های آن‌ها به جای فروریختن، فقط مقداری تا می
شود. نوجی ما با استفاده از اصول اوریگامی، در حال کار روی طرحی است که استفاده از انرژی در
ماهواره‌ها را بهینه می‌سازد.
«آچیرو هاگیوارا» دانشمند ژاپنی، در حال پیدا نمودن راهی است که قسمت تاشونده‌ای در خودروها
ساخته شود تا انرژی تصادف به جای تخریب، در آن قسمت‌ها جذب شود.
رابرت جی نگ، کیسه هوایی برای خودروها طراحی نموده است که به راحتی در هنگام تصادف باز
شده و سرنشین‌ها را از صدمه دیدن محافظت می‌کند.
ساختمان بزرگ‌ترین تلسکوپ فضایی جهان به نام چشم شیشه‌ای، بر اساس قوانین اوریگامی طراحی گردیده است؛ این تلسکوپ مثل یک گل باز می‌شود. مساحت این تلسکوپ در حالت باز، بیشتر از مساحت یک زمین فوتبال می‌باشد. این تلسکوپ براساس نرم‌افزار "تری میکر" ساخته شده است، که پژوهشگر سابق ناسا آقای "رابرت لنگ" آن را طراحی نموده است، و با
همکاری دانشمندان لبراتوار "لرنس لیورمور" در کالیفرنیا ساخته شد.
ساختمان کتابخانه عمومی شهر «سیاتل» بر اساس اوریگامی ساخته شده است. طراح این بنا، «رم
کولهاس» آلمانی و «جوشا راموس» هستند. یکی از کاربردهای اوریگامی ساخت بناهای زیبا و مقاوم در
برابر زلزله است.
اوریگامی در ساخت نقشه‌ها، چادرها، ظرف‌های غذا و گنبد استادیوم‌ها، کمک شایان توجهی کرده است.
- کاربرد اوریگامی در معماری:

اوریگامی در طرح‌های مفهومی معماری هم کاربرد دارد. مدت‌هاست که معماران از طریق پروژه‌های مفهومی مشغول بررسی جنبه‌های مختلف «معماری مطابقت‌پذیر» هستند. یکی از این پروژه‌ها مربوط به دانشجویانی در «مؤسسهٔ معماری پیشروی کاتالونیا» در شهر بارسلونا است.
محققان در این پروژه که «Translated Geometries» نامیده می‌شود، تلاش می‌کنند کامپوزیتی تولید کنند که بتواند در اثر گرما، رطوبت و نور تغییر شکل دهد و سپس به حالت اولیه خود برگردد.
اگر این کامپوزیت در معرض حرارتی بین ۶۰ تا ۷۰ درجهٔ سانتیگراد قرار بگیرد، وارد مرحله‌ای می‌شود که می‌تواند تغییر شکل بدهد. نمونه‌ای که این گروه از محققان ساخته‌اند از اوریگامی الهام گرفته است و می‌تواند به سمت فضای داخل یا خارج خودش تا بخورد.
آموزش اوریگامی به کودکان موجب پرورش خلاقیت، کمک به آموزش مفهوم هندسه، حجم و تجسم سه بعدی، آموزش مفاهیم ریاضی و مهندسی، تقویت مهارت چشم و دست، تقویت هوش و مغز، ارزشمند کردن مفاهیم هنری و زیبا شناختی، افزایش اعتماد به نفس، یادگیری صبر و شکیبایی، کمک به کاهش تنش‌ها و فشارهای روزانه و نیز تقویت و افزایش توانایی‌های فردی و اجتماعی می‌شود.

## هزاران درنای کاغذی
ساداکو ساساکی (۱۹۵۵–۱۹۴۳) دختر بچه‌ای ژاپنی بود و زمانی که فقط ۲ سال داشت، حادثه انفجار هسته‌ای در هیروشیما (۶ اوت ۱۹۴۵) اتفاق افتاد. ساداکو بزرگ شد و در یازده سالگی، مشخص شد او به دلیل قرار گرفتن در معرض مواد رادیواکتیو به بیماری لوسمی مبتلاست.
مدت‌ها در بیمارستان بستری بود و تنها آرزویش این بود تا روزی سلامت کامل خود را به دست بیاورد. یک روز دوست بسیار صمیمی‌اش (که در حال حاضر زنی مسن است) به او گفت که بر اساس یک افسانه قدیمی، هر کس بتواند هزار درنای کاغذی بسازد، به آرزویش می‌رسد.
ساداکو که آرزویی جز سلامتی و زندگی عادی نداشت، دست به کار ساختن درناهای کاغذی شد. او آنقدر این کار را ادامه داد که اطراف تختش در بیمارستان، همیشه مملو از درناهای کاغذی بود. درناهای ساداکو، از هر کاغذی که به دستش می‌رسید ساخته می‌شد: کاغذ شکلات، پاکت نامه، برگه‌های باطله؛ ساداکو موفق شد هزار درنای کاغذی بسازد، اما بیماری او سرسخت تر از این حرف‌ها بود. مرتب از او آزمایش خون گرفته می‌شد و تعداد گلبول‌های سفید خونش شمارش می‌شد. آرام آرام تعداد گلبول‌های سفید خون ساداکو افزایش می‌یافت ولی این به معنی بهبودی او نبود و درست برعکس، به معنی این بود که مرگش نزدیک است.
ساداکو به ساختن درناهای کاغذی ادامه داد و البته هر روز تعداد گلبول‌های سفید خونش را هم یادداشت می‌کرد. او هنوز هم امید داشت. درناهای کاغذی ساداکو هر روز کوچکتر و کوچکتر می‌شدند تا جایی که آخرین درناهایش را با کمک سوزن می‌ساخت.
۲۵ اکتبر ۱۹۵۵ رسید و ساداکو که تنها ۱۲ سال داشت، در میان انبوهی از درناهای کاغذی جان سپرد. می‌گویند زمانی که ساداکو را بر روی تخت بیمارستان مرده یافتند، به درناهای کاغذی چشم دوخته بود که بادی که از پنجره باز اتاقش به داخل می‌وزید، آن‌ها را تکان می‌داد. ساداکو از دنیا رفت. از دنیایی که ما هر روز با تمام وجود به کراحت آن عشق می‌ورزیم. دنیایی که بزرگترهایش (به خیال خامشان) برای آینده کودکانشان جنگ راه می‌اندازند و با دست خودشان، آینده سازانشان را به خاک می‌سپارند.
پس از مرگ ساداکو، دوست صمیمی‌اش (که افسانه درناهای کاغذی را به او گفته بود) با کمک خانواده و همکلاسی‌های ساداکو کتابی از نامه‌های او را منتشر نمودند و در سراسر جهان اقدام به جمع‌آوری کمک‌های مالی برای ساخت بنای یادبود صلح کودکان در هیروشیما کردند.
در پنجم می ۱۹۵۸ (مصادف با روز کودک در ژاپن) در پارک یادبود صلح هیروشیما (Hiroshima Peace Memorial Park) از بنایی پرده برداری شد که با مشارکت مردم ژاپن و کمک‌های مالی خارجی افرادی از سراسر دنیا که داستان غم‌انگیز و امید بخش ساداکو را شنیده بودند، ساخته شده بود. این بنا «یادبود صلح کودکان» نام گرفت و به یاد ساداکو و درناهای کاغذی اش، بر بالای آن مجسمه دختر بچه‌ای قرار داشت که یک درنای کاغذی بزرگ را به روی سر گرفته بود. در پایین بنای یادبود، سنگی قرار داشت که بر روی آن نوشته شده بود بعدها داستان ساداکو نوشته شد و سال‌ها به عنوان یکی از کتاب‌های داستانی که دانش آموزان می‌بایست مطالعه کنند به مدارس اروپا راه پیدا کرد.
در سال ۱۹۹۵ (درست پنجاه سال پس از بمباران اتمی هیروشیما) کودکان ایالت نیومکزیکو (همان‌جایی که محل ساخت تسلیحات هسته‌ای آمریکاست) در روز جهانی کودک، با ارائه نامه‌ای به شورای شهر Santa Fe خواستار ساخت بنای یادبود صلح و ساداکو شدند. آن‌ها موفق شدند و در پارک اصلی این شهر بنایی به شکل کره زمین ساختند و هر ساله در روز جهانی کودک، تعداد بسیار زیادی درنای کاغذی با اندازه‌ها و رنگ‌های مختلف به آن بسته می‌شود تا یادآور مظلومیت ساداکو و تمامی کودکان جنگ زده جهان باشد.
ساداکو جاودانه شد. او سوار بر درناهای کاغذی اش در آسمان جاودانگی پرواز کرد و نوای همبستگی صلح کودکان را به گوش همه دنیا رساند. او به همه ثابت کرد، دنیای مملو از جنگ، یعنی دنیای بدون کودک، دنیای بدون زیبایی و دنیای بدون آینده. کاش دنیا در دست بچه‌ها بود.

## نگارخانه

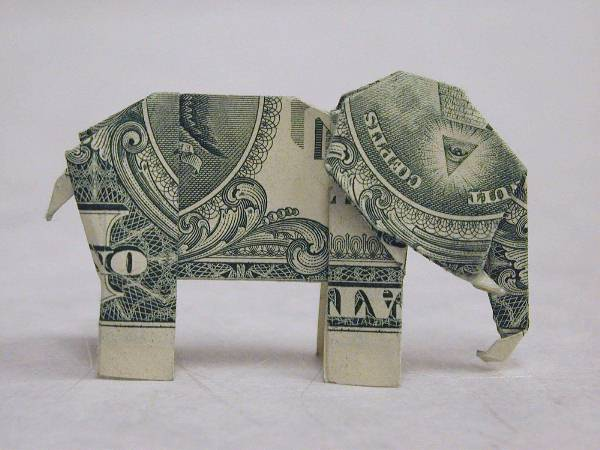
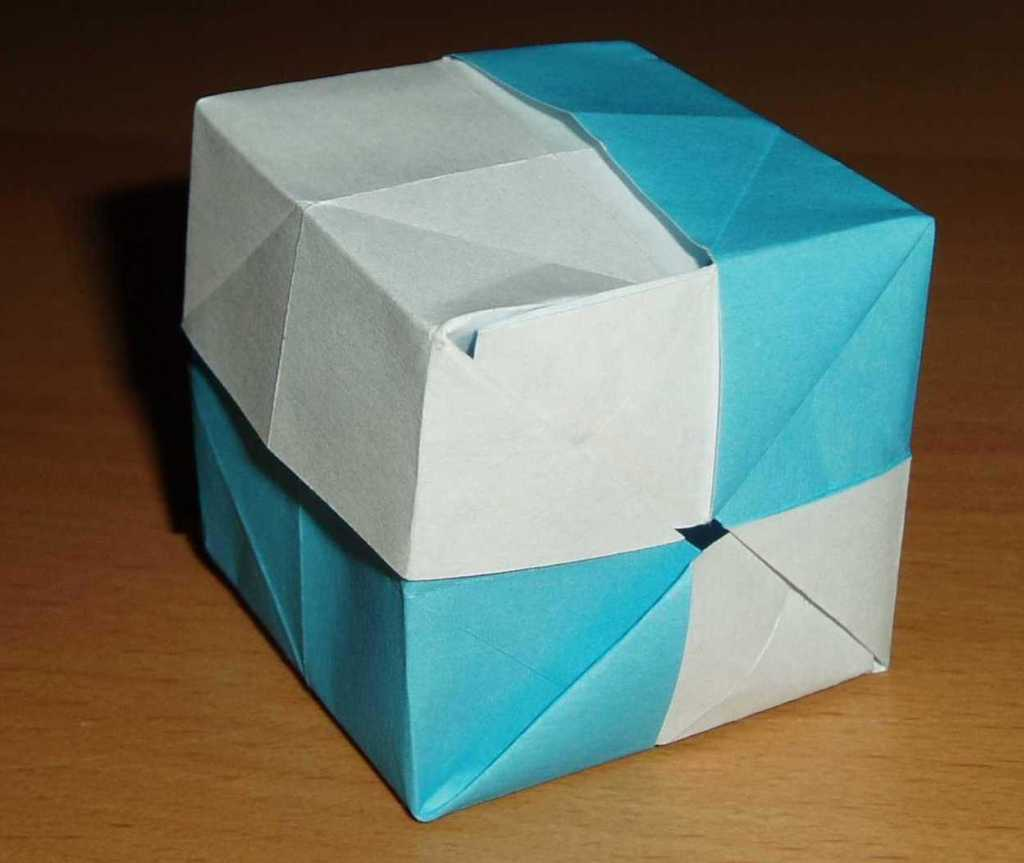
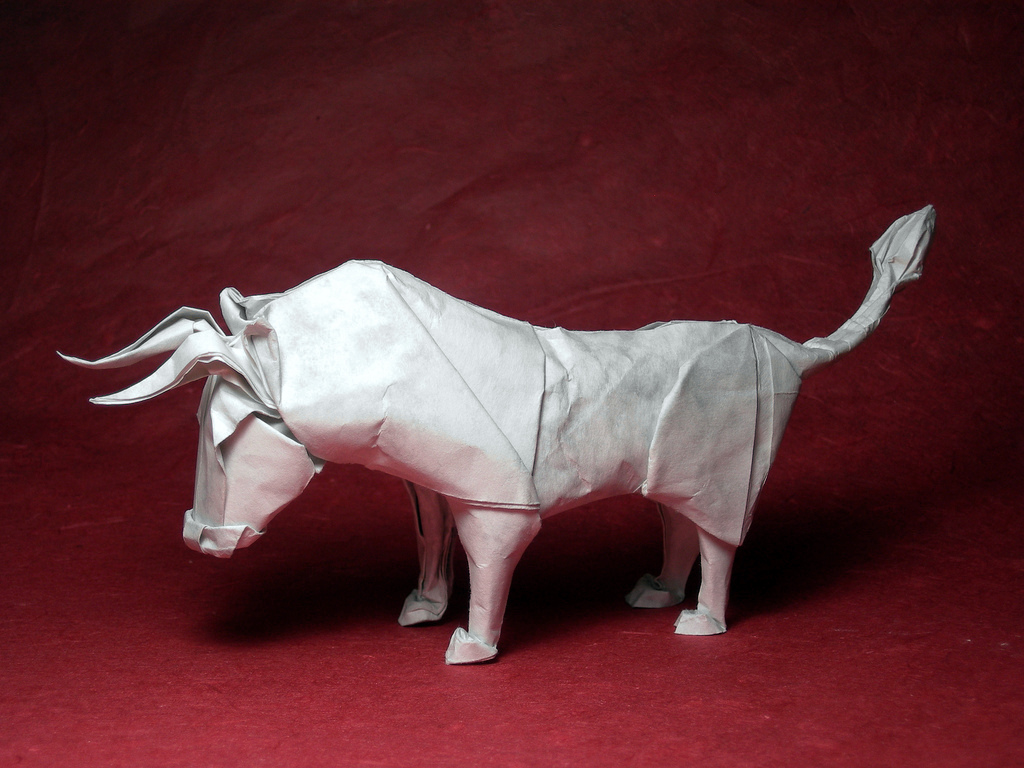
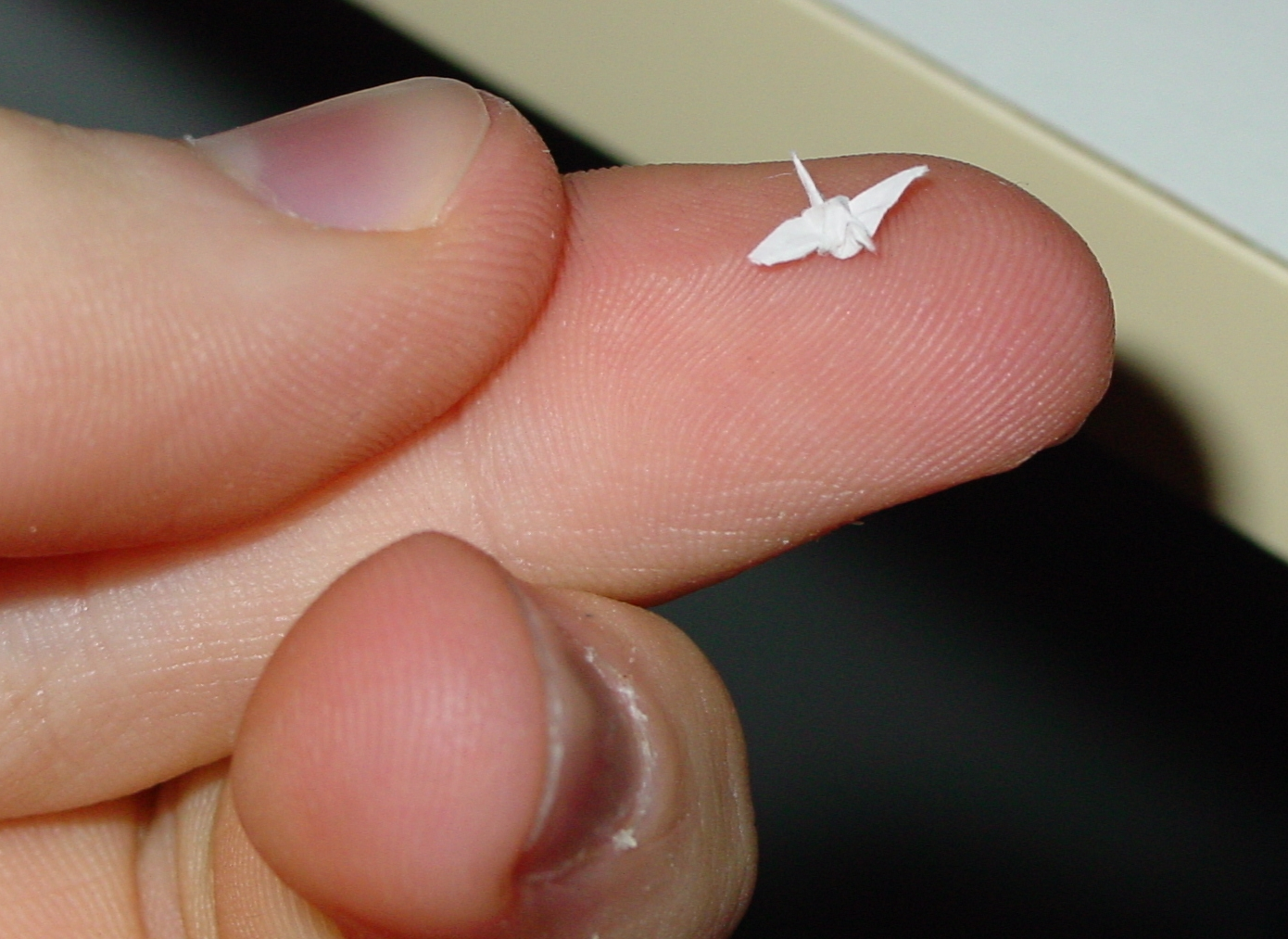
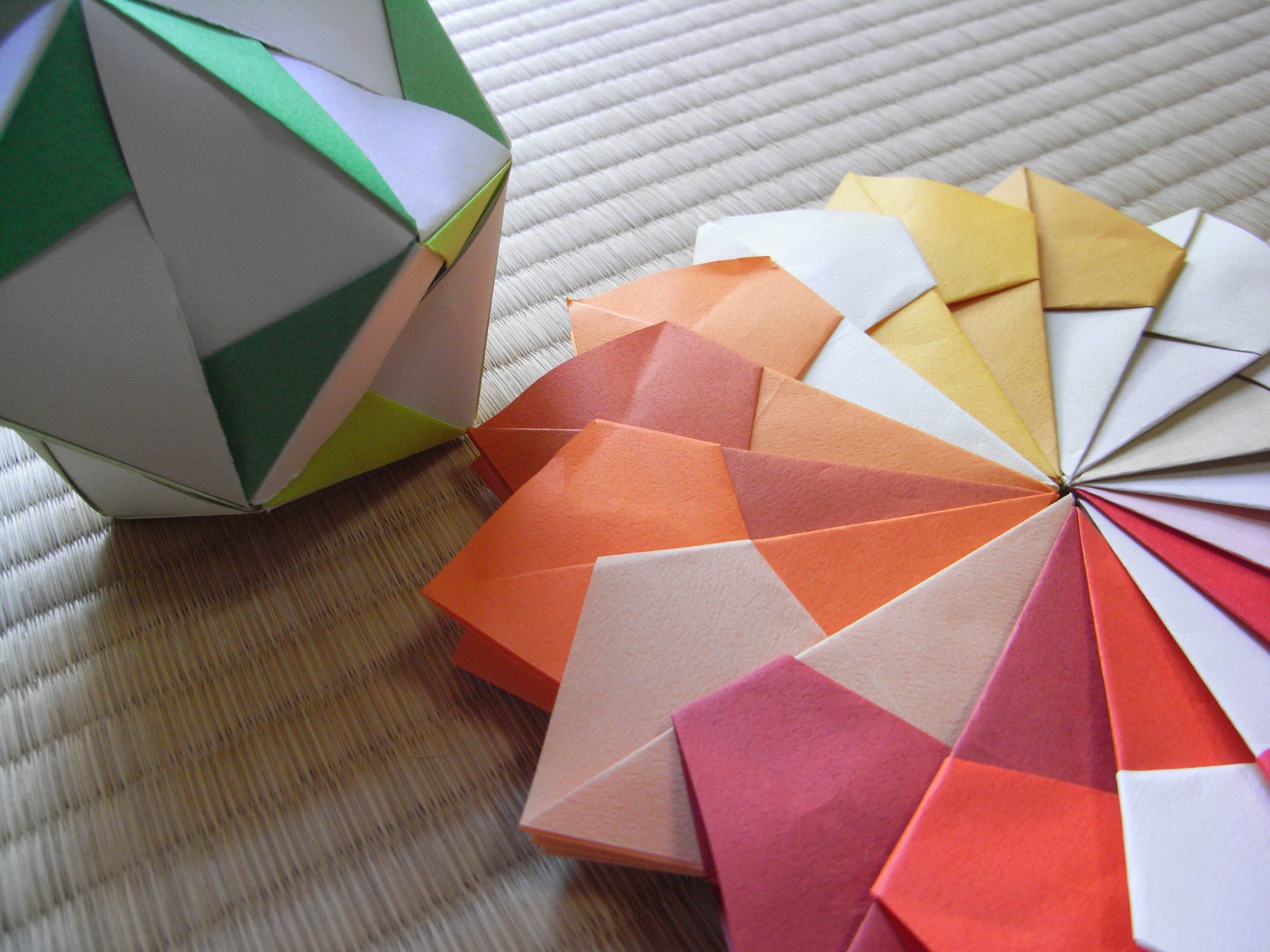
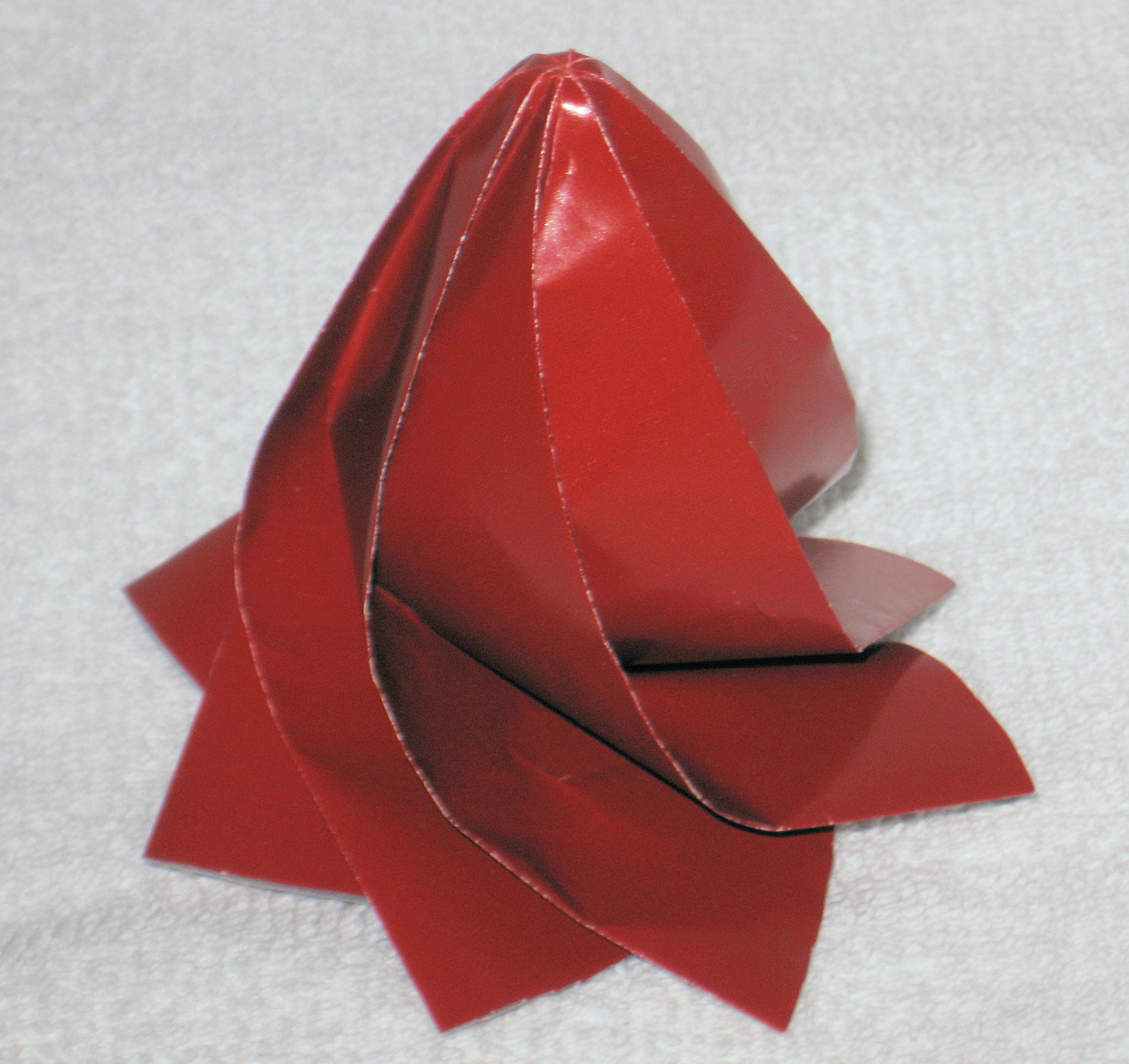